# Tom Clancy's Splinter Cell (computerspelserie)
Tom Clancy's Splinter Cell, ook bekend onder de naam Splinter Cell, is een serie computerspellen van Ubisoft en romans gecreëerd door de Amerikaanse schrijver Tom Clancy (maar geschreven door David Michaels). Het hoofdpersonage is Sam Fisher, een getraind agent van de Amerikaanse veiligheidsdienst NSA.
Anno 2017 zijn er in totaal 32 miljoen Splinter Cell-spellen verkocht.

## Splinter Cell
Een Splinter Cell is een agent uit 'Third Echelon' van de NSA. Deze agenten worden uitgezonden met als missie: het bewaken van de veiligheid en vrede voor de Verenigde Staten. Ze werken alleen, enkel met hulp op afstand. Mocht de Splinter Cell gevangen of vermoord worden, dan zullen de Verenigde Staten het bestaan van de agent ontkennen. De allereerste Splinter Cell was Sam Fisher. Later komt Doug Shetland erbij, maar die haalde het niet en werd ontslagen (en werd later Fishers vijand).

## Computerspellen
De computerspellen in de Splinter Cell-serie worden ontwikkeld en uitgegeven door Ubisoft. De games worden gespeeld vanuit een derdepersoonsperspectief, wat betekent dat het personage compleet in het beeld te zien is.
Een overzicht van de Splinter Cell serie tot nu toe:
| Jaar | Titel                                           | Platform(s)                                                               |
| ---- | ----------------------------------------------- | ------------------------------------------------------------------------- |
| 2002 | Tom Clancy's Splinter Cell                      | Game Boy Advance, GameCube, Macintosh, PlayStation 2, Windows, Xbox       |
| 2003 | Tom Clancy's Splinter Cell: Team Stealth Action | N-Gage                                                                    |
| 2004 | Tom Clancy's Splinter Cell: Pandora Tomorrow    | Game Boy Advance, GameCube, PlayStation 2, Windows, Xbox                  |
| 2005 | Tom Clancy's Splinter Cell: Chaos Theory        | GameCube, N-Gage, Nintendo DS, Nintendo 3DS, PlayStation 2, Windows, Xbox |
| 2006 | Tom Clancy's Splinter Cell: Double Agent        | GameCube, PlayStation 2, PlayStation 3, Wii, Windows, Xbox, Xbox 360      |
| 2006 | Tom Clancy's Splinter Cell: Essentials          | PlayStation Portable                                                      |
| 2010 | Tom Clancy's Splinter Cell: Conviction          | Mac OS X, Windows, Windows Phone, Xbox 360                                |
| 2013 | Tom Clancy's Splinter Cell: Blacklist           | PlayStation 3, Windows, Wii U, Xbox 360                                   |

In het eerste deel is er alleen een singleplayermodus. In Pandora Tomorrow is er multiplayer ingebouwd waarin spelers 2 tegen 2 kunnen spelen (deze modus was niet beschikbaar op de GameCube). In het Chaos Theory kunnen spelers, naast de singleplayer en multiplayer, ook coöperatief missies spelen. Dit houdt in dat twee personen tegelijk een level uit proberen te spelen tegen veel computergestuurde personages. Ook is er een modus waarbij de Splinter Cells geen munitie hebben, zodat ze genodigd zijn oftewel iedereen "met de hand af te maken", of iedereen te ontwijken en dus helemaal niet opgemerkt te worden.
Stealth is van groot belang in de spellen. Ongezien blijven is vaak de hoogste prioriteit. Mocht de speler worden gespot, dan wordt dat bestraft door middel van een alarm of een mislukte missie. In de eerste twee spellen werden missies na een aantal alarmen afgebroken. In de laatste delen is dit systeem veranderd, en werden de NPC's oplettender en schieten ze sneller. Naast stealth kan er ook gebruik worden gemaakt van high-tech gadgets om de vijand zo snel mogelijk, ongezien en niet dodelijk te verslaan. 